# دراغان تارلاك
دراغان تارلاك (باليونانية: Ντράγκαν Τάρλατς)‏ مواليد 9 مايو 1973 في نوفي ساد، جمهورية صربيا الاشتراكية، هو لاعب كرة سلة صربي سابق ويحمل الجنسية اليونانية بدأ مسيرته الاحترافية في سنة 1990 حيث تم اختياره من قبل فريق شيكاغو بولز خلال الدرافت. مثّل منتخب بلاده. شارك في مسابقة كرة السلة في الألعاب الأولمبية الصيفية. اعتزل اللعب في 2004.

## فرق لعب لها
- نادي أولمبياكوس لكرة السلة
- شيكاغو بولز
- ريال مدريد بالونكيستو
- نادي سسكا موسكو لكرة السلة

## إحصائيات المسيرة

### الموسم الاعتيادي
| السنة   | الفريق      | لعب | بدأ | دقيقة | ميداني% | ثلاثية | حرة  | ارتداد | صنع | استلاب | تصدي | نقطة |
| ------- | ----------- | --- | --- | ----- | ------- | ------ | ---- | ------ | --- | ------ | ---- | ---- |
| 2000–01 | شيكاغو بولز | 43  | 12  | 13.9  | .394    | .000   | .758 | 2.8    | .7  | .2     | .4   | 2.4  |
| المسيرة |             | 43  | 12  | 13.9  | .394    | .000   | .758 | 2.8    | .7  | .2     | .4   | 2.4  |

## روابط خارجية
- دراغان تارلاك على موقع الدوري الأوروبي لكرة السلة (الإنجليزية)
- دراغان تارلاك على موقع إن بي أي (الإنجليزية)
- دراغان تارلاك على موقع سبورتس رفرنس (الإنجليزية)
- دراغان تارلاك على موقع الدوري الإسباني لكرة السلة (الإسبانية)
- دراغان تارلاك على موقع كرة السلة الأوروبية.كوم (الإنجليزية)
- دراغان تارلاك على موقع ريلجم (الإنجليزية)
- دراغان تارلاك على موقع بروبوليرز (الإنجليزية)
- دراغان تارلاك على موقع سبورتس رفرنس (الإنجليزية)
- دراغان تارلاك على موقع أوليمبيديا (الإنجليزية)